# 中村哲子
中村 哲子（なかむら てつこ、1961年 - ）は、日本の英文学者。駒澤大学教授。

## 略歴
慶應義塾大学文学部文学科英米文学専攻卒業。同大学大学院文学研究科英米文学専攻修士課程修了、博士課程単位取得退学。ノッティンガム大学英文科修士課程修了。
日本医科大学准教授、駒澤大学准教授などを経て、2016年より現職。

## 著作

### 共編著
- 『イギリス中世・チューダー朝演劇事典』（慶應義塾大学出版会, 1998年）
- 『身体医文化論 感覚と欲望』（慶應義塾大学出版会, 2002年）
- 『英語の教え方学び方』（東京大学出版会, 2003年）
- 『English through Literature 文学で学ぶ英語リーディング』（研究者, 2009年）
- 『チョーサーと英米文学 河崎征俊教授退職記念論集』（金星堂, 2015年）